# سياسة التأشيرات في ألبانيا

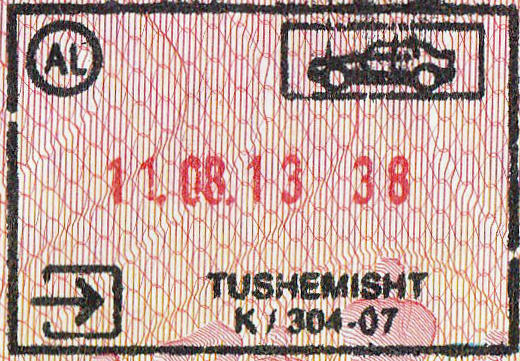
ختم دخول ألبانيا

يجب على زوار ألبانيا الحصول على تأشيرة دخول من إحدى البعثات الدبلوماسية الألبانية؛ ما لم يأتوا من إحدى الدول المعفاة من التأشيرة، أو كانوا مؤهلين للدخول بدون تأشيرة.
الدخول بجواز السفر مطلوب. ومع ذلك، فإن المواطنين من بلدان أو أقاليم معينة مؤهلون للسفر بدون تأشيرة ببطاقات الهوية الخاصة بهم فقط بدلاً من جوازات سفرهم. يجب أن تكون جوازات السفر صالحة لمدة 3 أشهر على الأقل من تاريخ الوصول.
تعتمد سياسة التأشيرات في ألبانيا على القانون رقم. 108/2013 "على المواطنين الأجانب" المعدل وقرار مجلس الوزراء رقم 513/2013 "بشأن معايير وإجراءات دخول وإقامة ومعاملة المواطنين الأجانب" المعدل.
تشبه سياسة التأشيرات في ألبانيا سياسة التأشيرات في منطقة شنغن . يمنح الدخول بدون تأشيرة لمدة 90 يوماً لجميع جنسيات شنغن الملحق الثاني، باستثناء دومينيكا وتيمور الشرقية وغرينادا وكيريباتي وجزر مارشال وميكرونيسيا وبالاو وسانت لوسيا وسانت فينسنت والغرينادين وجزر سليمان وتونغا وتوفالو وفانواتو. كما يُمنح الدخول بدون تأشيرة إلى تسع دول إضافية: أرمينيا وأذربيجان وبيلاروس والصين وغيانا وكازاخستان وكوسوفو والكويت وتركيا.

## خريطة سياسات التأشيرة

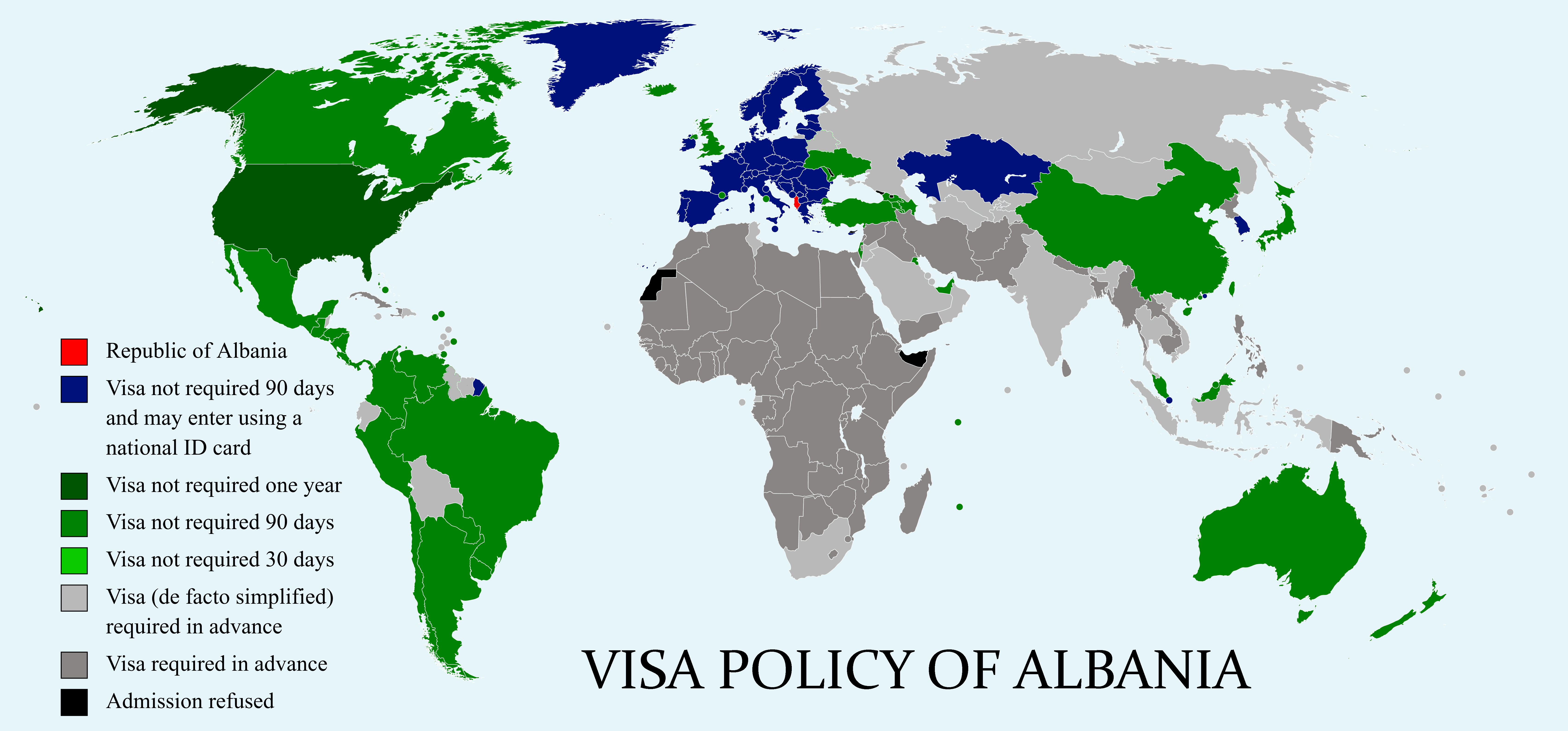
خريطة سياسة التأشيرات في ألبانيا.

## الدخول بدون تأشيرة
يمكن لحاملي جوازات السفر (أو بطاقات الهوية في بعض الحالات) من السلطات القضائية التالية البالغ عددها 88 دولة دخول ألبانيا بدون تأشيرة لمدة أقصاها 90 يوماً (ما لم يُذكر خلاف ذلك):
| - جميع مواطني دول الاتحاد الأوروبي1 \| - أندورا - أنتيغوا وباربودا3 4 - الأرجنتين - أرمينيا3 - أستراليا - أذربيجان3 - الباهاما3 4 - بربادوس3 4 - بيلاروس2 - البوسنة والهرسك 1 - البرازيل - بروناي3 4 - كندا - تشيلي - الصين - كولومبيا3 4 - كوستاريكا3 4 - السلفادور3 4 - جورجيا3 4 - غواتيمالا3 4 - غيانا \| - هندوراس3 4 - هونغ كونغ1 3 - آيسلندا - إسرائيل - اليابان - كازاخستان3 - كوسوفو1 - الكويت3 - ليختنشتاين1 - ماكاو3 4 - ماليزيا - موريشيوس3 4 - المكسيك3 4 - مولدوفا3 4 - موناكو1 - الجبل الأسود1 - نيوزيلندا - نيكاراغوا3 4 - مقدونيا الشمالية1 - النرويج1 - بنما3 4 \| - باراغواي3 4 - بيرو3 4 - سانت كيتس ونيفيس3 4 - سان مارينو1 - صربيا1 - سيشل3 4 - سنغافورة1 - كوريا الجنوبية1 - سويسرا1 - تايوان - ترينيداد وتوباغو3 4 - تركيا3 - أوكرانيا3 - الإمارات العربية المتحدة3 - المملكة المتحدة - الولايات المتحدة 5 - أوروغواي3 4 - مدينة الفاتيكان - فنزويلا3 4 \| \| | | |  |
| - أندورا - أنتيغوا وباربودا3 4 - الأرجنتين - أرمينيا3 - أستراليا - أذربيجان3 - الباهاما3 4 - بربادوس3 4 - بيلاروس2 - البوسنة والهرسك 1 - البرازيل - بروناي3 4 - كندا - تشيلي - الصين - كولومبيا3 4 - كوستاريكا3 4 - السلفادور3 4 - جورجيا3 4 - غواتيمالا3 4 - غيانا | - هندوراس3 4 - هونغ كونغ1 3 - آيسلندا - إسرائيل - اليابان - كازاخستان3 - كوسوفو1 - الكويت3 - ليختنشتاين1 - ماكاو3 4 - ماليزيا - موريشيوس3 4 - المكسيك3 4 - مولدوفا3 4 - موناكو1 - الجبل الأسود1 - نيوزيلندا - نيكاراغوا3 4 - مقدونيا الشمالية1 - النرويج1 - بنما3 4 | - باراغواي3 4 - بيرو3 4 - سانت كيتس ونيفيس3 4 - سان مارينو1 - صربيا1 - سيشل3 4 - سنغافورة1 - كوريا الجنوبية1 - سويسرا1 - تايوان - ترينيداد وتوباغو3 4 - تركيا3 - أوكرانيا3 - الإمارات العربية المتحدة3 - المملكة المتحدة - الولايات المتحدة 5 - أوروغواي3 4 - مدينة الفاتيكان - فنزويلا3 4 |  |

1 - يجوز الدخول باستخدام بطاقة الهوية الوطنية أو بطاقة جواز السفر الأيرلندية.2 - يسمح بالبقاء لمدة 30 يوم بدون تأشيرة.3 - يُطلب من مواطني هذه البلدان أو الأقاليم المقيمين لأكثر من 90 يومًا خلال 180 يومًا الحصول على تأشيرة من النوع "D".4 - الدول التي يمكن لمواطنيها الدخول بدون تأشيرة بسبب "تحرير التأشيرة مع منطقة شنغن".5 - يسمح بالبقاء لمدة سنة بدون تأشيرة.
يمكن لمواطني البلدان التالية الدخول بدون تأشيرة لإقامة قصيرة الأجل ، فقط مع وثيقة جواز السفر من 20 أبريل 2023 إلى 31 ديسمبر 2023:
| - السعودية - البحرين - قطر - عمان - تايلاند |

### تأشيرات بديلة
يمكن لأي زائر يحمل تأشيرة صالحة متعددة الدخول ومستخدمة سابقاً أو تصريح إقامة صادر عن إحدى دول منطقة شنغن أو الولايات المتحدة أو المملكة المتحدة دخول ألبانيا بدون تأشيرة لمدة 90 يوماً. يجب استخدام التأشيرة مرة واحدة على الأقل قبل الوصول إلى ألبانيا. ينطبق الإعفاء من التأشيرة أيضاً على حاملي البطاقة الخضراء الصالحة، أو حاملي تصاريح الإقامة الصادرة عن دولة شنغن، أو حاملي وثائق السفر الخاصة باللاجئين وعديمي الجنسية الصادرة عن إحدى الدول الأعضاء في الاتحاد الأوروبي أو الرابطة الأوروبية للتجارة الحرة. (وهناك المزيد من الإعفاءات من التأشيرات).
لا يحتاج الزوار من العرق الألباني إلى تأشيرة لدخول ألبانيا لمدة أقصاها 90 يوماً في غضون 180 يوماً.

## التغييرات الحديثة والمستقبلية

### جوازات السفر غير العادية
بالإضافة إلى ذلك، فإن حاملي جوازات السفر الدبلوماسية أو الخدمة من الجزائر وكوبا والإكوادور ومصر والهند وإندونيسيا والأردن ومنغوليا والمغرب وعمان والفلبين وروسيا وجنوب إفريقيا والمملكة العربية السعودية وتايلاند وفيتنام وحاملي جوازات السفر الدبلوماسية التونسية لا يتطلب منهم الحصول على تأشيرة لزيارة ألبانيا.

### تبادل
يمكن للمواطنين الألبان الدخول بدون تأشيرة إلى بعض البلدان التي يُمنح مواطنوها حق الوصول بدون تأشيرة إلى ألبانيا، ولكنهم يحتاجون إلى تأشيرة للأرجنتين وأستراليا وأذربيجان وجزر الباهاما وبروناي وكندا وكوستاريكا وغواتيمالا وهندوراس وأيرلندا واليابان والكويت وموريشيوس (تمنح التأشيرة عند الوصول) والمكسيك ونيوزيلندا ونيكاراغوا وبنما وباراغواي وبيرو وتايوان والمملكة المتحدة والولايات المتحدة وفنزويلا.

## نموذج التأشيرة
يجب على مواطني الدول التي تتطلب تأشيرات التقدم بطلب في البعثات الدبلوماسية التالية لألبانيا (يجب على مواطني الدول التي ليس لها سفارة مخصصة الاتصال بأقرب بعثة دبلوماسية جغرافياً):
- أبو ظبي: عمان ، اليمن
- أنقرة: أفغانستان، جورجيا، إيران، العراق، قيرغيزستان، طاجيكستان، تركمانستان
- بكين: بنغلاديش وكمبوديا والصين والهند وإندونيسيا ومنغوليا ونيبال وكوريا الشمالية والفلبين وسريلانكا وتايلاند وفيتنام
- برازيليا : بوليفيا، كولومبيا، كوبا، الجمهورية الدومينيكية، إكوادور، غيانا، هايتي، بيرو، سورينام
- بوخارست : ليبيريا ، المغرب ، فلسطين
- القاهرة : مصر، الكاميرون، الكونغو، إريتريا، إثيوبيا، الجابون، غانا، غينيا، الأردن ، كينيا ، لبنان ، ليسوتو ، ليبيا ، مدغشقر ، ملاوي ، موريتانيا ، موزمبيق ، ناميبيا ، نيجيريا ، باكستان ، فلسطين ، رواندا ، السنغال ، سيراليون ، الصومال ، السودان ، سوريا ، تنزانيا ، توغو ، تونس ، أوغندا ، زامبيا ، زيمبابوي
- الدوحة : البحرين، قطر
- اسطنبول : أفغانستان ، الكونغو ، جورجيا ، غينيا ، إيران ، العراق ، لبنان ، ليسوتو ، ليبيا ، مدغشقر ، ملاوي ، موريتانيا ، موزمبيق ، ناميبيا ، نيجيريا ، باكستان ، رواندا ، السنغال ، سيراليون ، سوريا ، تنزانيا ، توغو ، تونس ، تركمانستان ، أوغندا ، أوزبكستان ، زامبيا ، زمبابوي
- لندن : بليز وفيجي وساحل العاج وجامايكا وجزر المالديف وساو تومي وبرينسيبي وجنوب إفريقيا وترينيداد وتوباغو.
- مدريد : جبل طارق ، بيرو
- موسكو : بيلاروسيا ، قيرغيزستان ، منغوليا ، روسيا ، طاجيكستان ، تركمانستان ، أوزبكستان
- مدينة نيويورك : جمهورية الدومينيكان ، هايتي ، جامايكا
- باريس : الجزائر ، بنين ، بوتسوانا ، المغرب ، السنغال
- الرياض : البحرين ، عمان ، السعودية ، الصومال ، اليمن
- روما : أنغولا ، بوركينا فاسو ، الجابون ، غانا ، غيانا ، مالي ، جنوب إفريقيا
- صوفيا : كوبا ، كوريا الشمالية
- طوكيو : فيجي
- وارسو : بيلاروسيا